# Torpacarus gramineus
Torpacarus gramineus är en kvalsterart som beskrevs av McDaniel, Norton och Bolen 1979. Torpacarus gramineus ingår i släktet Torpacarus och familjen Lohmanniidae. Inga underarter finns listade i Catalogue of Life.